# 奧利弗·哈澤德·派里級巡防艦
奧利弗·哈澤德·派里級巡防艦（英語：Oliver Hazard Perry class frigate），簡稱為派里級，是一款美國海軍設計的巡防艦，其命名源自1812年戰爭的美國海軍英雄准將奧利弗·哈澤德·佩里。派里級源起於美國海軍在1970年起執行之SCB261設計案，而當年美國海軍向各海軍造船廠提出新型飛彈巡防艦需求方案，目的為更換大量面臨退役的二戰時期水面艦。

## 簡介
派里級的主要開發目的，是為了整合當時美軍二級艦DEG（飛彈護航驅逐艦，該代號於1974年6月30日停用）、PF（二戰中的護衛艦「Frigate」）各類專業護航艦各行其是的亂象，方案要求新型艦噸位滿載排水量不得超過3,400噸、造價在4,500萬美元內、操作人員185人以下。由於需求過於嚴苛，加上後來增加的功能需要，因此最後變成了滿載4,200噸，但裝備了韃靼飛彈改良型（日後的標準一型飛彈）具備區域防空能力，還搭載了2架反潛直升機與拖曳陣列聲納肩負反潛作戰、保護兩棲部隊登陸、護送艦隊等任務；除此之外，還要相對廉價適合大量生產。
有別於與派里級同期建造的史普魯恩斯級驅逐艦，在建造技術上仍使用傳統的單一造船廠包辦船艦所有建造工程的模式，這種贏者全拿的方式對於當時日益高價化與換代時間長的新型艦來說，不利於競爭對手的續存。因此，派里級引入了當時商船開始大量使用的船段建造模式，將整艘船艦分成多區塊發包給多家次承包商最後再由主造船廠組合。不過限於技術力與運輸成本問題，派里級只切為兩個船段，發包給巴斯鋼鐵廠與托德太平洋造船廠（Todd Pacific Shipyards）建造；即便如此一號艦奧利弗·哈澤德·派里號仍然經過不少時間的改進，才順利下水。
美國與其授權的盟邦共建造了71艘派里級巡防艦。除美國以外，澳洲、西班牙、中華民國、土耳其、波蘭、巴基斯坦、埃及、巴林與智利也裝備該級巡防艦。
在2000年後，為了節省預算美軍對派里級進行多次工程。包括採用卡特彼勒柴油發電機更換調原本妥善率不良的底特律柴油（Detroit Diesel）16V149TI型發電機；2000年代中期，美軍所有的派里級因標準一型飛彈過時因此將MK13發射器卸除，連帶也失去了魚叉飛彈的操作能力，只能依靠艦載直升機的企鵝飛彈或地獄火飛彈反制敵艦，美軍的派里級服役的最後10年基本上就作為大型反潛巡邏炮艦運用。2012年後因預算樽節政策，派里即開始大量除役，而部分的中古艦則列入軍售清單內。

## 各國裝備情況

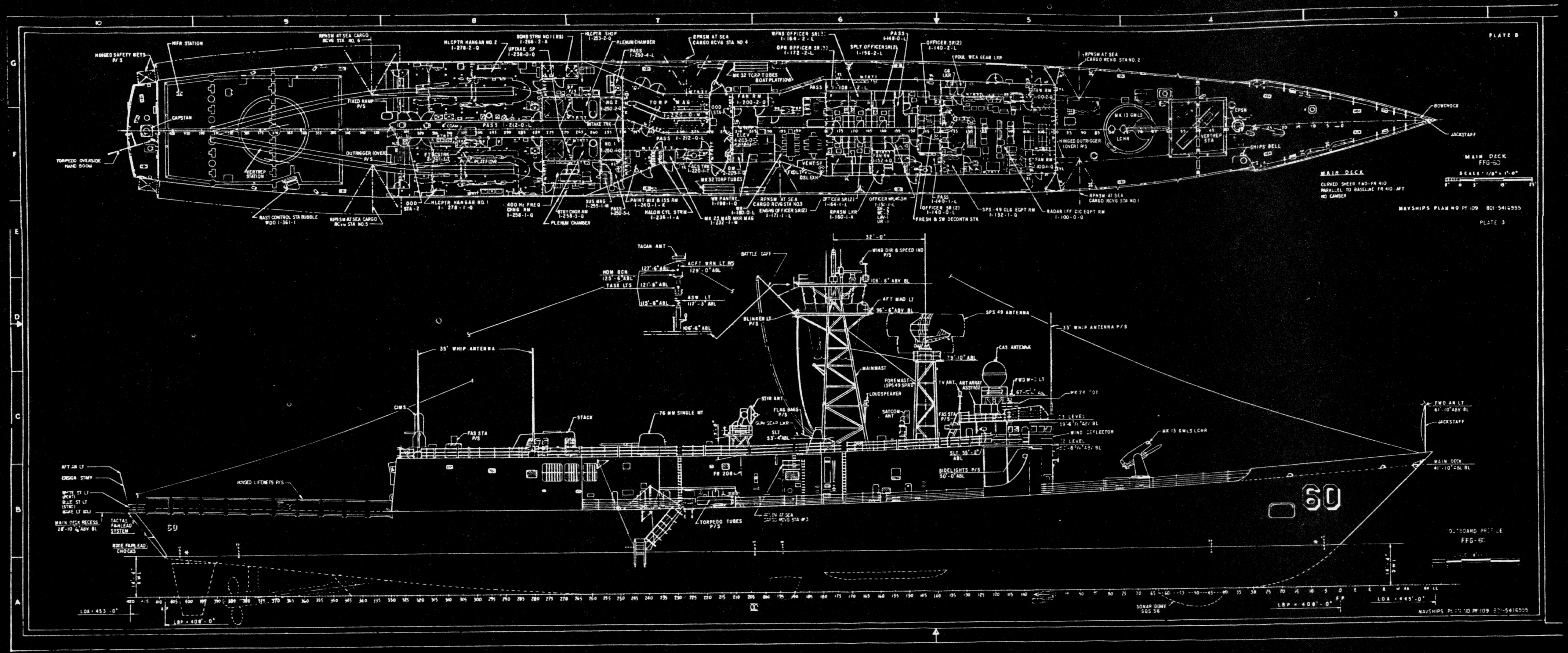
派里級巡防艦，FFG-60羅尼·M·戴維斯號（Rodney M. Davis）的設計藍圖。

### 服役中
- 巴林：2艘，傑克·威廉斯號（英语：USS Jack Williams (FFG-24)）（USS Jack Williams FFG-24），1996年美國政府贈予巴林皇家海軍（英语：Royal Bahrain Naval Force）。羅伯·G·布萊德雷號（英语：USS Robert G. Bradley (FFG-49)）（USS Robert G. Bradley FFG-49），於2019年經重新改造整修後，以總價約1億5000萬美元售予巴林皇家海軍[1][2]。
- 埃及：共4艘（FFG-22（英语：USS Fahrion）、FFG-23（英语：USS Lewis B. Puller (FFG-23)）、FFG-25（英语：USS Copeland (FFG-25)）、FFG-26（英语：USS Gallery (FFG-26)）），美國海軍從1996年後根據盟邦的協助法案陸續移轉給埃及，並改名為「穆巴拉克級」（Mubarak class）。
- 巴基斯坦：1艘。巴基斯坦海軍於2010年8月31日接收美國除役並改裝過的麥金納尼號（USS McInerney FFG-8）[3]，並命名為「阿拉姆吉爾號」（PNS Alamgir）。在2011年1月完成艦艇改裝後移交巴基斯坦，改裝內容包括增強艦艇的反潛能力，是一系列8艘巡防艦轉移交易的第一艘[4]。預計於2015年再自美國接收即將退役的4艘派里級巡防艦；2014年12月5日，美國參議院因為巴基斯坦恐怖主義因素，剔除此轉移案。
- 波蘭：共2艘（FFG-9（英语：USS Wadsworth (FFG-9)）、FFG-11（英语：USS Clark (FFG-11)）），美國海軍轉賣給波蘭，分別於2002年和2003年交予波蘭海軍。
- 中華民國：共10艘，其中2艘由美國轉賣給中華民國。8艘於1993至2004年在台灣建造，命名為成功級巡防艦，成功級巡防艦在反艦武器上與原派里級巡防艦有較大不同的改裝。另外中華民國海軍為了尋求現役濟陽級（原美國海軍諾克斯級）的替代艦艇，預計向美國購買4艘派里級，分別是泰勒號（英语：USS Taylor (FFG-50)）（USS Taylor FFG-50）、蓋瑞號（英语：USS Gary (FFG-51)）（USS Gary FFG-51）、卡爾號（英语：USS Carr (FFG-52)）（USS Carr FFG-52）和艾爾洛號（英语：USS Elrod (FFG-55)）（USS Elrod FFG-55）[5]，但卡爾號已退役、艾爾洛號未更新反潛系統，因此中華民國海軍最終編列新台幣55億5,582萬餘元預算，決定第一階段只購買2艘，分別是泰勒號和蓋瑞號。2014年12月18日，美國總統歐巴馬簽署1683號「軍艦移轉法案」，正式成為法律，確認4艘派里級巡防艦移轉出售，雙方於2015年完成相關作業。首批售予中華民國的泰勒號和蓋瑞號分別命名為「銘傳號」（PFG-1112）與「逢甲號」（PFG-1115），以紀念劉銘傳與丘逢甲，兩艘艦於2017年5月13日抵達台灣，於2018年11月8日在左營港成軍典禮服役。[6]
- 西班牙：共6艘，全部在西班牙建造並被命名為聖塔瑪麗亞級（Santa Maria class）。此級船艦配備了西班牙製的梅洛卡近迫武器系統（英语：Meroka CIWS）（Meroka）與雷達，已全數成軍。
- 土耳其：共8艘，由美國海軍移交給土耳其，8艘分成2批進行稱為GENESIS（創世紀）的延壽計畫，並在改裝完後改稱為加濟安泰普級巡防艦（G class）。G級巡防艦是全世界服役中的派里級與其衍生艦種中，改裝與升級程度最為現代化的一款，其中第二批GENESIS計畫艦甚至加裝與澳洲阿德萊德級巡防艦類似的MK41垂直發射系統及ESSM防空飛彈，與配合升級的火控系統及新型土耳其製聲納。
- 智利：共2艘，澳洲皇家海軍將阿德雷德級的「墨爾本號」（FFG-05）與「紐卡索號」（FFG-06）售予智利，2020年4月15日交船。

### 已除役
- 美国：共51艘，已全部除役。
- ：共6艘，其中4艘在美國建造，2艘則是授權由澳洲方面建造。澳洲方面命名為阿德雷德級（Adelaide class）。2005年起開始升級進行近代化工程，但最早服役的2艘短艦身型未接受延壽工程，直接除役，2019年其餘艦艇皆已除役。

### 尚未服役
- 乌克兰：共2艘，美國政府預計轉移2艘2013～2015年除役的派里級給烏克蘭海軍。[7][8]

## 同級艦列表
派里級建造中為因應美軍海上反潛武力的轉換及新科技導入，細節上派里級可分成四個批次，其中Flight IV的最終號艦FFG-61除了是在1984財年單獨編列，且作戰電腦也遂行更換，因此與前四批次細部設備存在若干差別；美軍授權國外生產的派里級則全由Flight IV架構為基礎，因應客製化需求而作部分微調
Flight I／II

1973-1978財年撥款，FFG-7 - FFG-34；又稱短艦體版
Flight III

1979、1980財年撥款，FFG-36 - FFG-49；此批次後導入海鷹直升機操作支援設備，又稱長艦體版
Flight IV

1981-1983財年撥款，FFG-50 - FFG-60
1984財年撥款，FFG-61
| 艦名                                                                             | 編號     | 製造廠                                                                     | 美軍服役 – 除役日期 | 狀態                                                                                   | 相關連結 |
| 美國建造                                                                         | 美國建造 | 美國建造                                                                   | 美國建造            | 美國建造                                                                               | 美國建造 |
| -------------------------------------------------------------------------------- | -------- | -------------------------------------------------------------------------- | ------------------- | -------------------------------------------------------------------------------------- | -------- |
| 奧利弗·哈澤德·派里號 （Oliver Hazard Perry）                                     | FFG-7    | 巴斯鋼鐵廠                                                                 | 1977年–1997年       | 2006年4月21日解體                                                                      | [ 9 ]    |
| 麥金納尼號 （McInerney）                                                         | FFG-8    | 巴斯鋼鐵廠                                                                 | 1979年–2010年       | 移交巴基斯坦，成為巴基斯坦海軍「阿拉姆吉爾號」（PNS Alamgir F-260）                    | [ 10 ]   |
| 瓦茲沃思號 （Wadsworth）                                                         | FFG-9    | 托德太平洋造船，洛杉磯聖佩卓分廠                                           | 1978年–2002年       | 移交波蘭，成為波蘭海軍「塔德烏什·柯斯丘什科將軍號」（ORP General T. Kościuszko (273)） | [ 11 ]   |
| 鄧肯號 （Duncan）                                                                | FFG-10   | 托德造船廠，西雅圖分廠                                                     | 1980年–1994年       | 移交土耳其海軍當備料使用                                                               | [ 12 ]   |
| 克拉克號 （Clark）                                                               | FFG-11   | 巴斯鋼鐵廠                                                                 | 1980年–2000年       | 移交波蘭，成為波蘭海軍「卡齊米日·普瓦斯基將軍號」（ORP General K. Pułaski (272)）      | [ 13 ]   |
| 喬治·菲利普號 （George Philip）                                                  | FFG-12   | 托德造船廠，聖佩卓分廠                                                     | 1980年–2003年       | 2004年5月24日解體                                                                      | [ 14 ]   |
| 山謬·艾略特·摩里森號 （Samuel Eliot Morison）                                    | FFG-13   | 巴斯鋼鐵廠                                                                 | 1980年–2002年       | 移交土耳其，成為土耳其海軍「哥科瓦號」（TCG Gökova F 496）                             | [ 15 ]   |
| 賽茲號 （Sides）                                                                 | FFG-14   | 托德造船廠，聖佩卓分廠                                                     | 1981年–2003年       | 2004年5月24日解體                                                                      | [ 16 ]   |
| 艾斯托辛號 （Estocin）                                                           | FFG-15   | 巴斯鋼鐵廠                                                                 | 1981年–2003年       | 移交土耳其，成為土耳其海軍「格克蘇號」（TCG Goksu F 497）                              | [ 17 ]   |
| 克利夫頓·史伯格號 （Clifton Sprague）                                            | FFG-16   | 巴斯鋼鐵廠                                                                 | 1981年–1995年       | 移交土耳其，成為土耳其海軍「加濟安泰普號」（TCG Gaziantep F 490）                      | [ 18 ]   |
| 阿德雷德號 （HMAS Adelaide FFG-01） 由澳大利亞海軍委託建造，美軍編制內保留為空號 | FFG-17   | 托德造船廠，西雅圖分廠                                                     | 1980年–2008年       | 2008除役，2011年4月鑿沈作為人工魚礁                                                    | [ 19 ]   |
| 坎培拉號 （HMAS Canberra FFG-02） 由澳大利亞海軍委託建造，美軍編制內保留為空號   | FFG-18   | 托德造船廠，西雅圖分廠                                                     | 1981年–2005年       | 2005除役，2009年10月鑿沈作為人工魚礁                                                   | [ 20 ]   |
| 約翰·A·摩爾號 （John A. Moore）                                                  | FFG-19   | 托德造船廠，聖佩卓分廠                                                     | 1981年–2000年       | 移交土耳其，成為土耳其海軍「肯的茲號」（TCG Gediz F 495）                              | [ 21 ]   |
| 安特里姆號 （Antrim）                                                            | FFG-20   | 托德造船廠，西雅圖分廠                                                     | 1981年–1996年       | 移交土耳其，成為土耳其海軍「吉雷松號」（TCG Giresun F 491）                            | [ 22 ]   |
| 佛萊利號 （Flatley）                                                             | FFG-21   | 巴斯鋼鐵廠                                                                 | 1981年–1996年       | 移交土耳其，成為土耳其海軍「蓋姆利克號」（TCG Gemlik F 492）                           | [ 23 ]   |
| 法希昂號 （Fahrion）                                                             | FFG-22   | 托德造船廠，西雅圖分廠                                                     | 1982年–1998年       | 移交埃及，成為埃及海軍「沙姆沙伊赫號」（Sharm El-Sheik F 901）                         | [ 24 ]   |
| 路易斯·B·普勒號 （Lewis B. Puller）                                              | FFG-23   | 托德造船廠，聖佩卓分廠                                                     | 1982年–1998年       | 移交埃及，成為埃及海軍「托什卡號」（Toushka F 906）                                    | [ 25 ]   |
| 傑克·威廉斯號 （Jack Williams）                                                  | FFG-24   | 巴斯鋼鐵廠                                                                 | 1981年–1996年       | 移交巴林，成為巴林海軍「薩巴號」（Sabha FFG 90）                                       | [ 26 ]   |
| 柯普蘭號 （Copeland）                                                            | FFG-25   | 托德造船廠，聖佩卓分廠                                                     | 1982年–1996年       | 移交埃及，成為埃及海軍「穆巴拉克號」（Mubarak F 911）                                  | [ 27 ]   |
| 蓋勒里號 （Gallery）                                                             | FFG-26   | 巴斯鋼鐵廠                                                                 | 1981年–1996年       | 移交埃及，成為埃及海軍「塔巴號」（Taba F 916）                                         | [ 28 ]   |
| 馬隆·S·提斯代爾號 （Mahlon S. Tisdale）                                          | FFG-27   | 托德造船廠，聖佩卓分廠                                                     | 1982年–1996年       | 移交土耳其，成為土耳其海軍「格克切號」（TCG Gokceada F 494）                           | [ 29 ]   |
| 布恩號 （Boone）                                                                 | FFG-28   | 托德造船廠，西雅圖分廠                                                     | 1982年–2012年       | 2012年2月23日除役                                                                      | [ 30 ]   |
| 史蒂芬·W·格羅夫號 （Stephen W. Groves）                                          | FFG-29   | 巴斯鋼鐵廠                                                                 | 1982年–2012年       | 2012年2月24日除役                                                                      | [ 31 ]   |
| 雷德號 （Reid）                                                                  | FFG-30   | 托德造船廠，聖佩卓分廠                                                     | 1983年–1998年       | 移交土耳其，成為土耳其海軍「格里玻魯號」（TCG Gelibolu F 493）                         | [ 32 ]   |
| 史塔克號 （Stark）                                                               | FFG-31   | 托德造船廠，西雅圖分廠                                                     | 1982年–1999年       | 2006年6月21日解體                                                                      | [ 33 ]   |
| 約翰·L·霍爾號 （John L. Hall）                                                   | FFG-32   | 巴斯鋼鐵廠                                                                 | 1982年–2012年       | 2012年3月9日除役                                                                       | [ 34 ]   |
| 賈瑞德號 （Jarrett）                                                             | FFG-33   | 托德造船廠，聖佩卓分廠                                                     | 1983年–2011年       | 2016年8月1日解體                                                                       | [ 36 ]   |
| 奧柏瑞·費齊號 （Aubrey Fitch）                                                   | FFG-34   | 巴斯鋼鐵廠                                                                 | 1982年–1997年       | 2005年5月19日解體                                                                      | [ 37 ]   |
| 雪梨號 （HMAS Sydney FFG 03） 由澳大利亞海軍委託建造，美軍編制內保留為空號       | FFG-35   | 托德造船廠，西雅圖分廠                                                     | 1983年–2015         | 2015年11月7日除役                                                                      | [ 38 ]   |
| 安德伍德號 （Underwood）                                                         | FFG-36   | 巴斯鋼鐵廠                                                                 | 1983年–2013年       | 2013年2月15日除役                                                                      | [ 39 ]   |
| 克羅馬林號 （Crommelin）                                                         | FFG-37   | 托德造船廠，西雅圖分廠                                                     | 1983年–2012年       | 2012年10月26日除役，2016年7月19日作為靶艦擊沉                                          | [ 40 ]   |
| 柯茲號 （Curts）                                                                 | FFG-38   | 托德造船廠, 聖佩卓分廠                                                     | 1983年–2013年       | 2013年1月25日除役，2020年9月19日作為靶艦擊沉                                           | [ 41 ]   |
| 道伊爾號 （Doyle）                                                               | FFG-39   | 巴斯鋼鐵廠                                                                 | 1983年–2011年       | 2011年7月29日除役                                                                      | [ 42 ]   |
| 哈里伯頓號 （Halyburton）                                                        | FFG-40   | 托德造船廠，西雅圖分廠                                                     | 1983年–2014年       | 2014年9月6日除役                                                                       | [ 43 ]   |
| 麥克拉斯基號 （McClusky）                                                        | FFG-41   | 托德造船廠，聖佩卓分廠                                                     | 1983年–2015年       | 2015年1月14日除役，2018年7月19日作為靶艦擊沉                                           | [ 44 ]   |
| 克拉克林號 （Klakring）                                                          | FFG-42   | 巴斯鋼鐵廠                                                                 | 1983年–2013年       | 2013年3月22日除役                                                                      | [ 45 ]   |
| 塔奇號 （Thach）                                                                 | FFG-43   | 托德造船廠，聖佩卓分廠                                                     | 1984年–2013年       | 2013年11月1日除役，2016年7月14日作為靶艦擊沉                                           | [ 46 ]   |
| 達爾文號 （HMAS Darwin FFG 04） 由澳大利亞海軍委託建造，美軍編制內保留為空號     | FFG-44   | 托德造船廠，西雅圖分廠                                                     | 1984年–2017年       | 2017年12月9日除役                                                                      | [ 46 ]   |
| 德瓦特號 （De Wert）                                                             | FFG-45   | 巴斯鋼鐵廠                                                                 | 1983年–2014年       | 2014年4月4日除役                                                                       | [ 47 ]   |
| 倫茲號 （Rentz）                                                                 | FFG-46   | 托德造船廠，聖佩卓分廠                                                     | 1984年–2014年       | 2014年5月23日除役，2016年9月13日作為靶艦擊沉                                           | [ 48 ]   |
| 尼可拉斯號 （Nicholas）                                                          | FFG-47   | 巴斯鋼鐵廠                                                                 | 1984年–2014年       | 2014年3月17日除役                                                                      | [ 49 ]   |
| 范德格里夫特號 （Vandegrift）                                                    | FFG-48   | 托德造船廠，西雅圖分廠                                                     | 1984年–2015年       | 2015年2月19日除役，2022年6月16日作為靶艦擊沉                                           | [ 51 ]   |
| 羅伯·G·布萊德雷號 （Robert G. Bradley）                                          | FFG-49   | 巴斯鋼鐵廠                                                                 | 1984年–2014年       | 2014年3月28日除役，2019年經重新改造整修後，以總價約1億5000萬美元轉售巴林皇家海軍。     | [ 2 ]    |
| 泰勒號 （Taylor）                                                                | FFG-50   | 巴斯鋼鐵廠                                                                 | 1984年–2015年       | 2015年5月8日除役，2015年轉售中華民國海軍，改名銘傳號巡防艦                             | [ 52 ]   |
| 蓋瑞號 （Gary）                                                                  | FFG-51   | 托德造船廠，聖佩卓分廠                                                     | 1984年–2015年       | 2015年7月23日除役，2015年轉售中華民國海軍，改名逢甲號巡防艦                            | [ 53 ]   |
| 卡爾號 （Carr）                                                                  | FFG-52   | 托德造船廠，西雅圖分廠                                                     | 1985年–2013年       | 2013年3月13日除役，原定轉售中華民國海軍                                                | [ 54 ]   |
| 霍伊斯號 （Hawes）                                                               | FFG-53   | 巴斯鋼鐵廠                                                                 | 1985年–2010年       | 2010年除役後，於費城拆解作為維修備料                                                   | [ 55 ]   |
| 福特號 （Ford）                                                                  | FFG-54   | 托德造船廠，聖佩卓分廠                                                     | 1985年–2013年       | 2013年10月31日除役，2019年10月1日作為靶艦擊沉                                          | [ 56 ]   |
| 艾爾洛號 （Elrod）                                                               | FFG-55   | 巴斯鋼鐵廠                                                                 | 1985年–2015年       | 2015年1月30日除役，原定轉售中華民國海軍                                                | [ 57 ]   |
| 辛普森號 （Simpson）                                                             | FFG-56   | 巴斯鋼鐵廠                                                                 | 1985年–2015年       | 2015年9月29日除役                                                                      | [ 58 ]   |
| 魯本·詹姆斯號 （Reuben James）                                                   | FFG-57   | 托德造船廠，聖佩卓分廠                                                     | 1986年–2013年       | 2013年8月30日除役，2016年1月19日作為靶艦擊沉                                           | [ 59 ]   |
| 山謬·B·羅伯茲號 （Samuel B. Roberts）                                            | FFG-58   | 巴斯鋼鐵廠                                                                 | 1986年–2015年       | 2015年5月22日除役，定於拆卸                                                            | [ 60 ]   |
| 考夫曼號 （Kauffman）                                                            | FFG-59   | 巴斯鋼鐵廠                                                                 | 1987年–2015年       | 2015年9月29日除役                                                                      | [ 61 ]   |
| 羅尼·M·戴維斯號 （Rodney M. Davis）                                              | FFG-60   | 托德造船廠，聖佩卓分廠                                                     | 1987年–2015年       | 2015年1月23日除役，2022年7月17日環太平洋軍事演習作為靶艦擊沉                           | [ 62 ]   |
| 因格朗號 （Ingraham）                                                            | FFG-61   | 托德造船廠，聖佩卓分廠                                                     | 1989年–2014年       | 2014年11月12日除役，2021年8月15日作為靶艦擊沉                                          | [ 63 ]   |
| 澳洲建造（阿德萊德級巡防艦）                                                     |          |                                                                            |                     |                                                                                        |          |
| 墨爾本號 （HMAS Melbourne）                                                      | FFG 05   | 澳大利亞海洋工程聯合公司（AMECON，今特尼克斯防務），維多利亞省威廉斯城分廠 | 1992年–2019年       | 2019年10月26日除役，2020年4月15日轉售智利海軍                                          |          |
| 紐卡索號 （HMAS Newcastle）                                                      | FFG 06   | AMECON，威廉斯城分廠                                                       | 1993年–2019年       | 2019年6月30日除役，2020年4月15日轉售智利海軍                                           |          |
| 西班牙建造（聖塔瑪麗亞級巡防艦）                                                 |          |                                                                            |                     |                                                                                        |          |
| 聖塔瑪麗亞號 （）                                                                | F81      | 巴贊造船廠（，納凡蒂亞（Navantia）前身），西班牙費羅爾                     | 1986年–             | 截至2025年為止仍現役中                                                                 |          |
| 維多利亞號 （）                                                                  | F82      | 巴贊造船廠，西班牙費羅爾                                                   | 1987年–             | 截至2025年為止仍現役中                                                                 |          |
| 弩曼西亞號 （）                                                                  | F83      | 巴贊造船廠，西班牙費羅爾                                                   | 1989年–             | 截至2025年為止仍現役中                                                                 |          |
| 索菲亞王后號 （）                                                                | F84      | 巴贊造船廠，西班牙費羅爾                                                   | 1990年–             | 截至2025年為止仍現役中                                                                 |          |
| 納瓦拉號 （）                                                                    | F85      | 巴贊造船廠，西班牙費羅爾                                                   | 1994年–             | 截至2025年為止仍現役中                                                                 |          |
| 加那利號 （SPS Canarias）                                                        | F86      | 巴贊造船廠，西班牙費羅爾                                                   | 1994年–             | 截至2025年為止仍現役中                                                                 |          |
| 中華民國建造（成功級巡防艦）                                                     |          |                                                                            |                     |                                                                                        |          |
| 成功號 （ROCS Cheng Kung）                                                       | PFG-1101 | 台灣國際造船公司高雄廠                                                     | 1993年–             | 截至2025年為止仍現役中                                                                 |          |
| 鄭和號 （ROCS Cheng Ho）                                                         | PFG-1103 | 台灣國際造船公司高雄廠                                                     | 1994年–             | 截至2025年為止仍現役中                                                                 |          |
| 繼光號 （ROCS Chi Kuang）                                                        | PFG-1105 | 台灣國際造船公司高雄廠                                                     | 1995年–             | 截至2025年為止仍現役中                                                                 |          |
| 岳飛號 （ROCS Yueh Fei）                                                         | PFG-1106 | 台灣國際造船公司高雄廠                                                     | 1996年–             | 截至2025年為止仍現役中                                                                 |          |
| 子儀號 （ROCS Tzu I）                                                            | PFG-1107 | 台灣國際造船公司高雄廠                                                     | 1997年–             | 截至2025年為止仍現役中                                                                 |          |
| 班超號 （ROCS Pan Chao）                                                         | PFG-1108 | 台灣國際造船公司高雄廠                                                     | 1997年–             | 截至2025年為止仍現役中                                                                 |          |
| 張騫號 （ROCS Chang Chien）                                                      | PFG-1109 | 台灣國際造船公司高雄廠                                                     | 1998年–             | 截至2025年為止仍現役中                                                                 |          |
| 田單號 （ROCS Tian Dan）                                                         | PFG-1110 | 台灣國際造船公司高雄廠                                                     | 2004年–             | 截至2025年為止仍現役中                                                                 |          |